# Loučky
Loučky är en ort i Tjeckien. Den ligger i den norra delen av landet, 80 km nordost om huvudstaden Prag. Loučky ligger 424 meter över havet och antalet invånare är 148.
Terrängen runt Loučky är kuperad åt nordost, men åt sydväst är den platt. Runt Loučky är det ganska tätbefolkat, med 65 invånare per kvadratkilometer. Närmaste större samhälle är Jablonec nad Nisou, 12,3 km norr om Loučky. Omgivningarna runt Loučky är en mosaik av jordbruksmark och naturlig växtlighet.